# Polska Formuła Mondial Sezon 1994
Polska Formuła Mondial Sezon 1994 – szósty i ostatni sezon Polskiej Formuły Mondial. Mistrzem Polski oraz międzynarodowym został Krzysztof Woźniak (Van Diemen RF93, Reynard 883).

## Kalendarz wyścigów
| Runda | Data           | Tor           | Pole position     | Najszybsze okrążenie | Zwycięzca (kierowcy) | Zwycięzca (zespoły)        |
| ----- | -------------- | ------------- | ----------------- | -------------------- | -------------------- | -------------------------- |
| 1     | 21–22 maja     | Poznań        | Krzysztof Woźniak | ?                    | Ryszard Luciński     | Castrol Racing Team        |
| 2     | 17–18 czerwca  | Kielce        | Krzysztof Woźniak | ?                    | Wiktor Gasenko       | Automobilklub Wielkopolski |
| 3     | 9–10 lipca     | Poznań        | Krzysztof Woźniak | ?                    | Krzysztof Woźniak    | Automobilklub Wielkopolski |
| 4     | 27–28 sierpnia | Kamień Śląski | Krzysztof Woźniak | ?                    | Ryszard Luciński     | Castrol Racing Team        |
| 5     | 1 października | Kielce        | Wiktor Gasenko    | Krzysztof Woźniak    | Krzysztof Woźniak    | Automobilklub Wielkopolski |
| 6     | 1 października | Poznań        | Krzysztof Woźniak | ?                    | Krzysztof Woźniak    | Automobilklub Wielkopolski |

## Klasyfikacja kierowców
| Legenda oznaczeń w tabelach wyników Wyświetl szablon na nowej stronie | Legenda oznaczeń w tabelach wyników Wyświetl szablon na nowej stronie                                                                     |
| Oznaczenie                                                            | Wyjaśnienie |
| --------------------------------------------------------------------- | --- |
| Złoty                                                                 | Zwycięzca lub mistrzostwo |
| Srebrny                                                               | 2. miejsce lub wicemistrzostwo |
| Brązowy                                                               | 3. miejsce lub II wicemistrzostwo |
| Zielony                                                               | Ukończył, punktował (w klasyfikacji generalnej, gdy zdobył co najmniej jeden punkt na przestrzeni sezonu, poza trzema powyższymi opcjami) |
| Niebieski                                                             | Ukończył, nie punktował (w klasyfikacji generalnej, gdy nie zdobył co najmniej jednego punktu na przestrzeni sezonu)                      |
| Czerwony                                                              | Nie zakwalifikował się (NZ) |
| Czerwony                                                              | Nie prekwalifikował się (NPK) |
| Różowy                                                                | Nie ukończył (NU) |
| Różowy                                                                | Niesklasyfikowany (NS) (w klasyfikacji generalnej, gdy nie został sklasyfikowany w żadnym wyścigu sezonu)                                 |
| Czarny                                                                | Zdyskwalifikowany (DK) |
| Czarny                                                                | Wykluczony (WYK/EX) |
| Biały                                                                 | Nie wystartował (NW) |
| Biały                                                                 | Kontuzjowany (K/INJ) |
| Biały                                                                 | Wyścig odwołany (OD/C) |
| Bez koloru                                                            | Został wycofany (WYC/WD) |
| Bez koloru                                                            | Nie przybył (NP/DNA) |
| Bez koloru                                                            | Nie brał udziału w treningach (NT/DNP) |
| Bez koloru                                                            | Nie został zgłoszony (–) |
| Pogrubienie                                                           | Start z pole position |
| Kursywa                                                               | Najszybsze okrążenie wyścigu |
| †                                                                     | Nie ukończył, ale jego rezultat został zaliczony ze względu na przejechanie więcej niż 90% dystansu wyścigu.                              |
| *                                                                     | Sezon w trakcie |
| 1/2/3                                                                 | Punktowana pozycja w sprincie kwalifikacyjnym                                                                                             |
| Lista systemów punktacji Formuły 1                                    | |

| Poz.                | Kierowca            | Zespół                        | POZ  | KIE  | POZ  | KSL  | KIE  | POZ  | Punkty |
| WSMP                | WSMP                | WSMP                          | WSMP | WSMP | WSMP | WSMP | WSMP | WSMP | WSMP   |
| ------------------- | ------------------- | ----------------------------- | ---- | ---- | ---- | ---- | ---- | ---- | ------ |
| 1                   | Krzysztof Woźniak   | Automobilklub Wielkopolski    | 3    | NU   | 1    | NU   | 1    | 1    | 72     |
| 2                   | Wiktor Gasenko      | Automobilklub Wielkopolski    | 2    | 1    | 2    | -    | 2    | 2    | 65     |
| 3                   | Ryszard Luciński    | Castrol Racing Team           | 1    | -    | NU   | 1    | 7    | NW   | 44     |
| 4                   | Artur Skwarzyński   | Castrol Racing Team           | NU   | 2    | NW   | -    | 4    | 4    | 35     |
| 5                   | Tomasz Szczęsny     | Autoklub Rzemieślnik Warszawa | 4    | -    | -    | 3    | NU   | 3    | 34     |
| 6                   | Hieronim Kochański  | Rak Racing                    | 8    | 5    | 4    | -    | 5    | 5    | 34     |
| 7                   | Wojciech Gąsecki    | Automobilklub Morski          | 7    | 4    | 8    | 4    | -    | 6    | 30     |
| 8                   | Wojciech Bełtowski  | Automobilklub Krakowski       | 9    | 6    | 6    | 2    | -    | -    | 27     |
| 9                   | Józef Gutmacher     | Automobilklub Szczeciński     | 6    | -    | 5    | -    | -    | -    | 14     |
| 10                  | Bohdan Leśniak      | Autoklub Rzemieślnik Warszawa | 10   | -    | -    | 3    | -    | NW   | 13     |
| 11                  | Rafał Podolski      | Automobilklub Kielecki        | -    | NU   | 3    | -    | -    | -    | 12     |
| 12                  | Cezary Czub         | Autoklub Rzemieślnik Warszawa | -    | 3    | -    | -    | -    | -    | 12     |
| 13                  | Wojciech Jankowski  | Autoklub Rzemieślnik Warszawa | 5    | -    | 7    | -    | -    | -    | 12     |
| 14                  | Jacek Szmidt        | Automobilklub Toruński        | -    | -    | -    | -    | 6    | NW   | 6      |
| Międzynarodowe WSMP |                     |                               |      |      |      |      |      |      |        |
| 1                   | Krzysztof Woźniak   | Automobilklub Wielkopolski    | 4    | -    | 1    | -    | -    | 1    | 50     |
| 2                   | Wiktor Kozankow     |                               | 2    | -    | 4    | -    | -    | 5    | 33     |
| 3                   | Wiktor Gasenko      | Automobilklub Wielkopolski    | -    | -    | 2    | -    | -    | 2    | 30     |
| 4                   | Uwe Brückner        |                               | -    | -    | 3    | -    | -    | 4    | 22     |
| 5                   | Ryszard Luciński    | Castrol Racing Team           | 1    | -    | NU   | -    | -    | NW   | 20     |
| 6                   | Aleksandr Romaszin  |                               | 3    | -    | -    | -    | -    | -    | 12     |
| 7                   | Aleksandr Potiechin |                               | -    | -    | -    | -    | -    | 3    | 12     |
| 8                   | Eugeni Kozarski     |                               | 5    | -    | -    | -    | -    | -    | 8      |
| 9                   | Václav Lim          |                               | -    | -    | 5    | -    | -    | -    | 8      |
| 10                  | Tomasz Szczęsny     | Autoklub Rzemieślnik Warszawa | 7    | -    | -    | -    | -    | 8    | 7      |
| 11                  | Rafał Podolski      | Automobilklub Kielecki        | -    | -    | 6    | -    | -    | -    | 6      |
| 12                  | Urmas Laansoo       |                               | 6    | -    | -    | -    | -    | -    | 6      |
| 13                  | Meelis Telliskivi   |                               | -    | -    | -    | -    | -    | 6    | 6      |
| 14                  | Hieronim Kochański  | Rak Racing                    | -    | -    | 7    | -    | -    | 10   | 5      |
| 15                  | Józef Gutmacher     | Automobilklub Szczeciński     | 9    | -    | 8    | -    | -    | -    | 5      |
| 16                  | Mika Talasvuori     |                               | -    | -    | -    | -    | -    | 7    | 4      |
| 17                  | Wojciech Jankowski  | Autoklub Rzemieślnik Warszawa | 8    | -    | 11   | -    | -    | -    | 3      |
| 18                  | Artur Skwarzyński   | Autoklub Rzemieślnik Warszawa | NU   | -    | NW   | -    | -    | 9    | 2      |
| 19                  | Jiří Veselý         |                               | -    | -    | 9    | -    | -    | -    | 2      |
| 20                  | Wojciech Gąsecki    | Automobilklub Morski          | 10   | -    | 12   | -    | -    | -    | 1      |
| 21                  | Wojciech Bełtowski  | Automobilklub Krakowski       | -    | -    | 10   | -    | -    | -    | 1      |